# تيدة
تيدة هي بلدية من بلديات دائرة وادي ليلي بولاية تيارت الجزائرية.
انبثقت بلدية تيدة بموجب التقسيم الإداري لسنة 1984، تبلغ مساحتها 226.56 كلم2 وعدد سكانها حسب إحصاء سنة 2008 بلغ 3669.

## التضاريس
طابعها الجغرافي عبارة عن سطح أغلبها منحدرات، مناخها قليل الأمطار بارد شتاء، حار وجاف صيفا، حدودها من الشرق بلدية السبت ومن الجنوب بلدية وادي ليلي، ومن الغرب بلدية سيدي علي ملال ومن الشمال بلديات الملعب ولاية تيسمسيلت وحد الشكالة ولاية غليزان.

## النشاط الأساسي
```
الزراعة والرعي خاصة منتوج الحبوب والخضروات والفواكه.حيث تقدر المساحة الصالحة للزراعة 4700هكتار.
```

## الغابات
```
تقدر المساحة الغابية للبدية بـ 130 هكتار كلها بمنطقة تاويالة أشهرها غابة رقاح بمنطقة القسلة..كعوش، حيث شهدت البلدية حملة تشجير واسعة كانت كلها ناجحة في السنوات الأخيرة.
```

بالإضافة إلى ذلك تشتهر المنطقة بتربية الدواجن وتربية النحل.

## التجارة
```
يوجد بالبلدية حوالي 20 محلا تجاريا ينحصر نشاط أغلبها في تجارة المواد الغذائية، وتحتوي البلدية على سوق أسبوعية كل أربعاء من كل أسبوع.
```

## البناء والتعمير
```
لقد شهدت البلدية قفزة نوعية في مجال البناء حيث استفادت البلدية من برامج معتبرة في ايطار برنامج الإنعاش الاقتصادي، تمثلت في السكنات الريفية، بالإضافة إلى حصول البلدية على مشروع تهيئة الطريق الرابط بين مركز البلدية وبلدية السبت، ومشروع بناء متوسطة جديدو ومستشفى.
```

## قطاع التعليم
```
توجد 05 مؤسسات تعليمية واحدة منها في طور الإنجاز. وهي متوسطة الاخوة بزروق والابتدائية الجديدة وابتدائية الاخوة بن فايد بالمركز وابتدائية الاخوة زروقي بمنطقة أولاد سيد أحمد.
```